# MONEY (浜田省吾の曲)
「MONEY」（マネー）は、1984年10月21日に発表された浜田省吾の楽曲。作詞・作曲：浜田省吾、編曲：町支寛二。オリジナル・バージョンは、アルバム『DOWN BY THE MAINSTREET』に収録されている。

## 概要
シングルカットされた楽曲ではないものの、浜田省吾の楽曲の中では知名度の高い作品でファンからの人気も高く、コンサートでは必ずと言っていいほど歌われている。また、コンサートでは歌詞の一部を女性客が歌うことが恒例となっている。

## 音楽性
もともと完成まで近い形のアレンジが作られていたが、町支が考えてきたイントロのギター・フレーズを聴いた瞬間、改めて一から作り直す決意をした。なお、最初のバージョンは浜田によるとジャーニーのようなポップ・ロック風のアレンジだったという。
内容はタイトル通り、「金」をテーマにした楽曲。日本の音楽シーンにおいて「金」をテーマにした歌は少なく、「金」というもの自体がネガティブに捉えられがちだが、日本がバブル経済に向かっていく空気を感じた浜田が、あえて「金が欲しい」と歌う楽曲を作るに至った。また、最初の構想の段階では、ドラッグストアに強盗に入った少年が警察に追われ、橋の下に身を隠しているところから描き始めたという。最終的にその部分は削られ、現在の形に落ち着いた。
歌詞の中に高級品の代名詞として『純白のメルセデス』や『ドン・ペリニヨン』が登場するが、楽曲の発表当時ドン・ペリニヨン（ドンペリ）というものが一般的に知られておらず、「ベッドでドン・ペリニヨン」という歌詞の文脈から、周りから「ドン・ペリニヨンってSEXの体位ですか？」などと聞かれたという。浜田の曲に感化されたと話す吉田栄作も『笑っていいとも!』初出演時にこのドン・ペリニヨンに関わるエピソードを話し、「意味は何だかよく分からなかったが、とにかくビッグになって、ベッドでドン・ペリニヨンしたいと思った」などと話した。この楽曲によって「ドンペリ=高級な酒」というイメージが広まった。

## 影響
多くの人が影響を受けたと話す楽曲で、福山雅治は、2022年5月5日にTOKYO FMで放送された『JFN Special Life Time Audio 2022～My first music 14歳のプレイリスト』という特別番組で矢沢永吉と対談し、自身の「14歳のプレイリスト」として本曲を挙げ、「凄まじくお金に対する渇望が表現されていて、当時の僕にとって凄くインパクトがあった」と話し、矢沢の前で「MONEY」の歌詞をフル朗読した。

## カバー
- 2005年、森ひろこ（シングル「MONEY」に収録）
- 2015年、青木隆治（アルバム『VOICE 198X』に収録）
- 2019年、伸太郎（シングル『MONEY／もうひとつの土曜日』に収録）